# Gravity of Love
Gravity of Love – piosenka i singel projektu Enigma Michaela Cretu (dwunasty singel w karierze projektu). Piosenka ukazała się na albumie The Screen Behind the Mirror w 1999 r. i w tym samym roku została wydana na singlu. Singel zawiera radiową wersję utworu i dwa remiksy.

## Cechy utworu
Utwór śpiewa Ruth-Ann Boyle (gościnny udział w Enigmie). W piosence wykorzystano fragment "Carminum Buranum" Carla Orffa. Wykorzystano też brzmienie perkusji zagranej przez Johna Bonhama, które zostało zsamplowane z utworu "When the Levee Breaks" zespołu Led Zeppelin (tak jak przy utworze "Return to Innocence"). Teledysk do utworu przedstawia bal maskowy w Willi Wagner I (zaprojektowanego przez słynnego architekta Otto Wagnera) w Penzing, dzielnica w Wiedniu, Austria.

## Wersja utworów na singlu
1. "Radio Edit" (3:58)
2. "Judgement Club Day Mix" (6:12) (remiksu dokonali Peter Ries i TAAW)
3. "Dark Vocal Club Mix" (6:36) (remiksu dokonał Wolfgang Filz)

## Miejsca na listach w poszczególnych krajach
| Lista (1999-2000)            | Pozycja na liście |
| ---------------------------- | ----------------- |
| Niemcy (Top 100 Singles)     | 65                |
| Węgry (Rádiós Top 40)        | 4                 |
| Holandia (Single Top 100)    | 84                |
| Szwajcaria (Singles Top 100) | 89                |